# 해리먼 (테네시주)

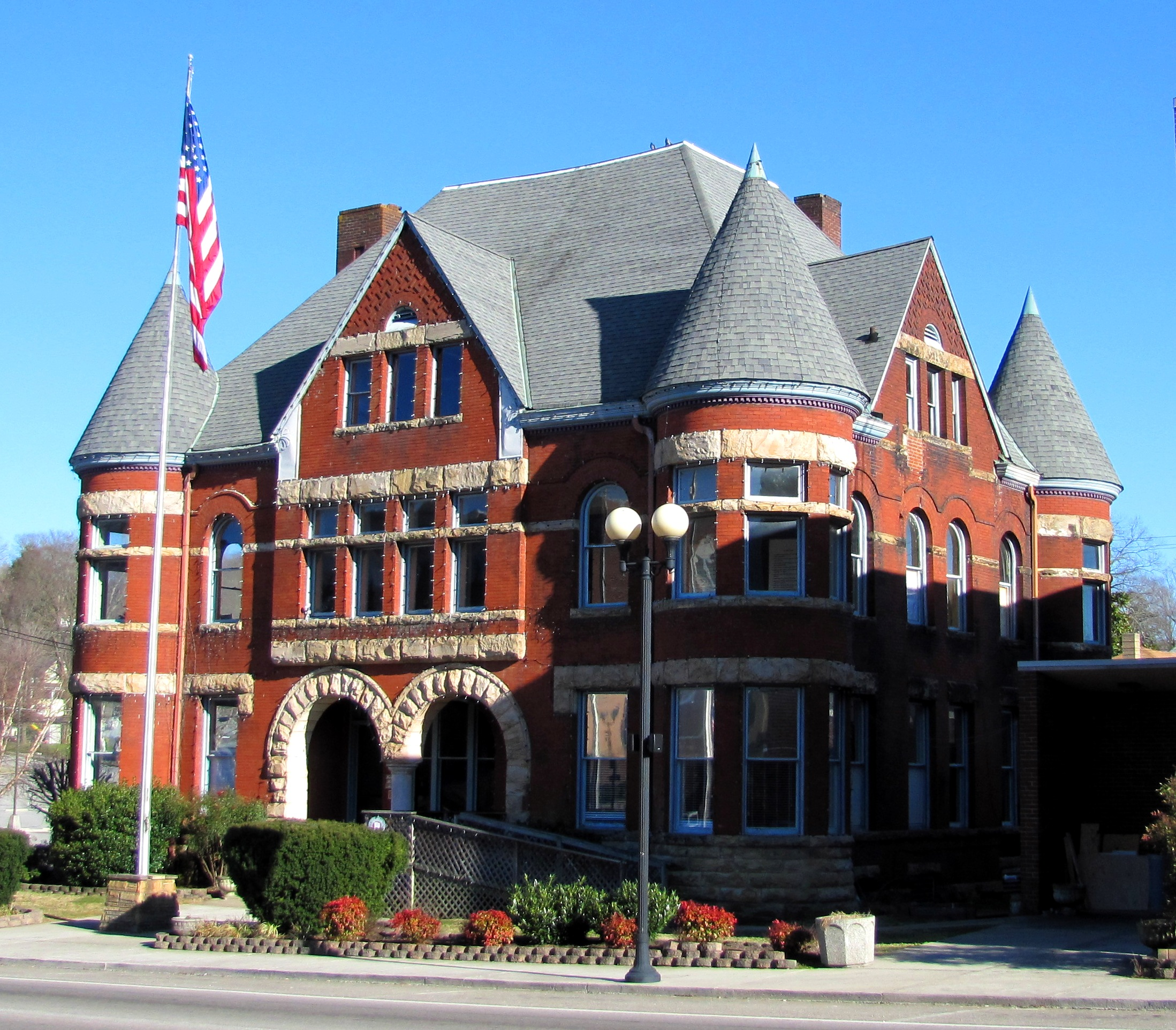

해리먼(Harriman)은 미국 테네시주 모건 카운티 및 로앤 카운티에 위치한 도시이다. 해리먼은 "해리먼 마이크로폴리턴 스태티스티컬 에어리어"의 으뜸 도시이다. 해리먼 마이크로폴리턴 스태티스티컬 에어리어는 녹스빌-세비어빌-라 폴레, TN 콤바인드 스태티스티컬 에어리어의 한 부분이다. 2000년도 인구 센서스에 의하면 해리먼의 인구는 6744명이다.

## 지리
미국 인구조사국의 자료에는, 해리먼의 면적이 26.5 km2(제곱킬로미터)인 것으로 나와 있다. 그 중 26.0 km2이 육지이며, 0.5 km2이 수면이다.

## 인구
| 인구조사    | 인구  | Note  | %±     |
| ----------- | ----- | ----- | ------ |
| 1890년      | 716   |       | —      |
| 1900년      | 3,442 |       | 380.7% |
| 1910년      | 3,061 |       | −11.1% |
| 1920년      | 4,019 |       | 31.3%  |
| 1930년      | 4,588 |       | 14.2%  |
| 1940년      | 5,620 |       | 22.5%  |
| 1950년      | 6,389 |       | 13.7%  |
| 1960년      | 5,931 |       | −7.2%  |
| 1970년      | 8,734 |       | 47.3%  |
| 1980년      | 8,303 |       | −4.9%  |
| 1990년      | 7,119 |       | −14.3% |
| 2000년      | 6,744 |       | −5.3%  |
| 2010년      | 6,350 |       | −5.8%  |
| 2019 (추산) | 6,132 | [ 2 ] | −3.4%  |
| 출처:       |       |       |        |

2000년도 인구 조사 자료에는 해리먼에 6744명이 거주한다고 기록되어 있다. 가구수는 2907 가구이며, 가족 수는 1802 개였다. 인구 밀도는 259.3 명/km2였다. 주택 수는 3309개였으며, 주택 밀도는 127.3 개/km2였다. 인구 중 90.11%는 백인이었고, 7.43%는 흑인이었으며, 0.22%는 인디언, 0.27%은 아시아계였다.

## 역사
해리먼은 19세기에 건설되었다.